# Finlands kristliga fredsrörelse
Finlands kristliga fredsrörelse (finska: Suomen kristillinen rauhanliike) är en är en finländsk kristlig (ekumenisk) fredsorganisation. 
Finlands kristliga fredsrörelse, som grundades 1976, utdelar sedan 1982 varje år ett fredspris på nyårsdagen, kyrkans fredsdag.